# Mandubi
I Mandubi (in latino Mandubii) furono una popolazione della Gallia celtica, nell'attuale Franca Contea, a nord degli Edui. Il loro centro principale era Alesia.

## Fonti
- Gaio Giulio Cesare, De bello gallico, VII, 68; 71; 78.